# Notoxus monodon
Notoxus monodon är en skalbaggsart som först beskrevs av Fabricius 1801.  Notoxus monodon ingår i släktet Notoxus och familjen kvickbaggar. Inga underarter finns listade i Catalogue of Life.